# Associazione Calcio Ospitaletto 1982-1983
Questa voce raccoglie le informazioni riguardanti l'Associazione Calcio Ospitaletto nelle competizioni ufficiali della stagione 1982-1983.

## Rosa
| N. |                   | Ruolo | Calciatore         |
| -- | ----------------- | ----- | ------------------ |
|    | Italia (bandiera) | C     | Alfredo Bernardini |
|    | Italia (bandiera) | D     | Claudio Bettoni    |
|    | Italia (bandiera) | C     | Massimo Bodini     |
|    | Italia (bandiera) | P     | Ruggero Casari     |
|    | Italia (bandiera) | D     | Nicola Cassa       |
|    | Italia (bandiera) | D     | Gianfranco Cassago |
|    | Italia (bandiera) | C     | Giuseppe Ceribelli |
|    | Italia (bandiera) | P     | Vasco Coppini      |
|    | Italia (bandiera) | D     | Gianfranco Gervasi |
|    | Italia (bandiera) | D     | Ivan Firmo Ghezzi  |
|    | Italia (bandiera) | C     | Maurizio Gilardi   |
|    | Italia (bandiera) | A     | Ugo Guerra         |

| N. |                   | Ruolo | Calciatore         |
| -- | ----------------- | ----- | ------------------ |
|    | Italia (bandiera) | D     | Sergio Guidotti    |
|    | Italia (bandiera) | D     | Sergio Lancini     |
|    | Italia (bandiera) |       | Lanfredi           |
|    | Italia (bandiera) | C     | Arnaldo Longaretti |
|    | Italia (bandiera) |       | Marin              |
|    | Italia (bandiera) |       | Mineni             |
|    | Italia (bandiera) | C     | Walter Mostosi     |
|    | Italia (bandiera) | A     | Giuliano Paolini   |
|    | Italia (bandiera) | A     | Ercole Romanini    |
|    | Italia (bandiera) | C     | Amerio Toninelli   |
|    | Italia (bandiera) | C     | Maurizio Troli     |
|    | Italia (bandiera) | A     | Angelo Zambetti    |